# Fótbóltssamband Føroya
Fótbóltssamband Føroya är det nationella fotbollsförbundet på Färöarna. De styr den organiserade fotbollen och då framförallt högstadivisionen Meistaradeildin samt herr- och damlandslagen. Förbundet skapades 1979, och finns i Tórshavn.

## Historik
Organiserad fotboll kom till Färöarna i slutet av 1800-talet. Första upplagan av högstadivisionen spelades 1942. Åren 1942-1978 styrdes den färöiska fotbollen av ÍSF (färöiska sportförbundet). Den 13 januari 1979 bildades det färöiska fotbollsförbundet. Till en början handlade mycket om organisationen. Första färöiska dammästerskapet i fotboll spelades 1985.
Under 1980-talet började man utbilda tränare, först med hjälp från Danmark, men sedan mitten av 1990-talet står man själva för ansvaret.
Den 2 juli 1988 gick Färöarna med i FIFA, och den 18 april 1990 i UEFA. Sedan dess har Färöarna medverkat i internationella fotbollstävlingar.